# نصرت‌الله محسوم (رشت)
قَزناک  جماعت و شهرکی در کشور تاجیکستان است که در ناحیهٔ رشت ناحیه‌های تابع جمهوری قرار دارد. جمعیت این جماعت ۹۵۸۹ است.